# Unimog 437.4

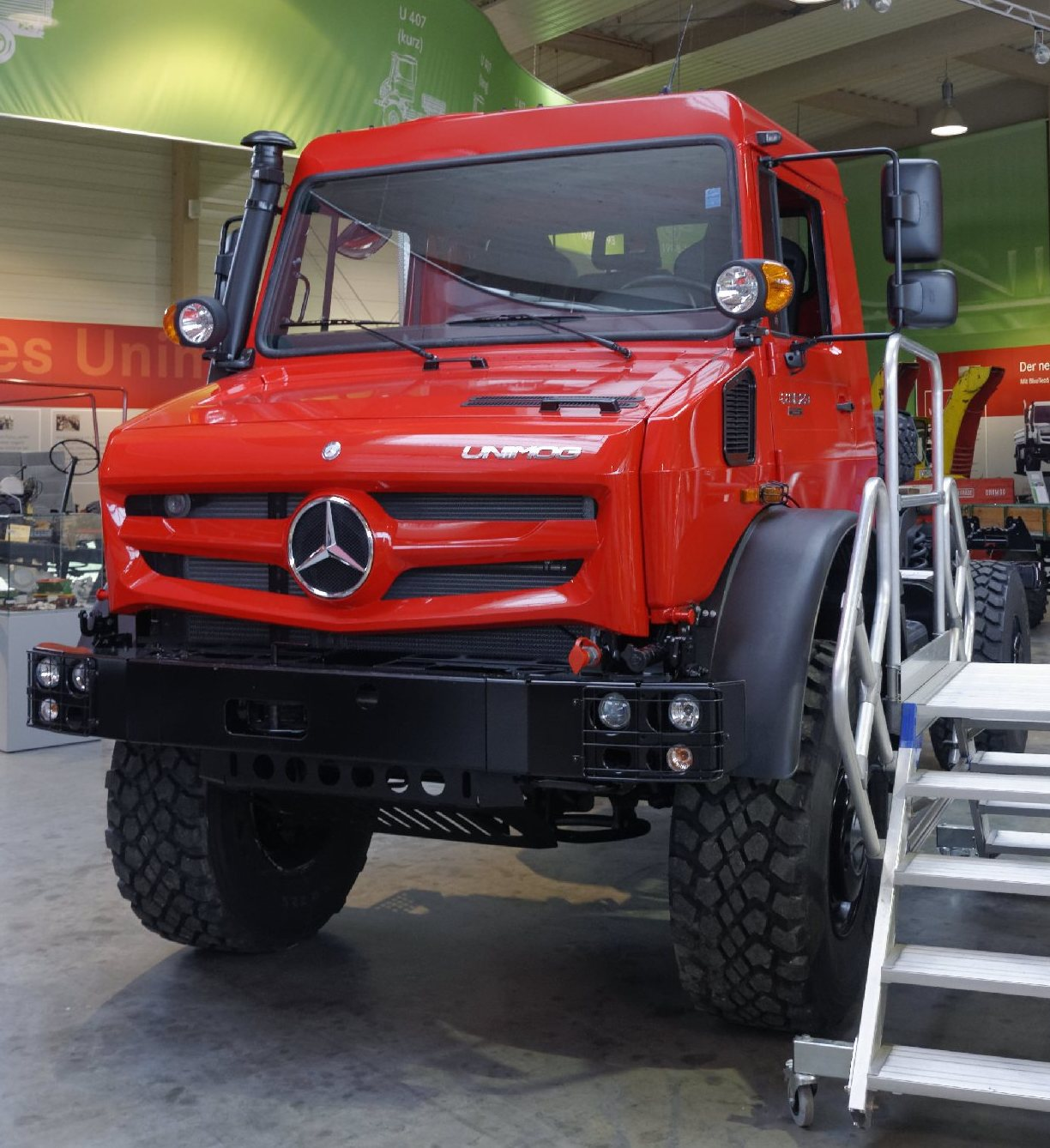
Unimog 5023 437.4 (Modellpflege MJ 14)

Der Unimog 437.4 ist ein Fahrzeug der Unimog-Reihe von Mercedes-Benz und wird seit August 2002 von der Daimler Truck AG im Mercedes-Benz-Werk Wörth in Serie produziert. Vorgestellt wurde das Fahrzeug auf der IAA 2002 in Hannover. Technisch basiert der Unimog 437.4 auf seinem Vorgänger, dem Unimog 437.1. In der Unimog-Reihe gehört der 437.4 zur vormals schweren, heute hochgeländegängigen Baureihe, deren 1974 eingeführtes Erscheinungsbild des kantigen Fahrerhauses bis heute beim Unimog 437.4 beibehalten wurde. Im Jahr 2013 wurde die Baureihe 437.4 einer umfassenden Modellpflege unterzogen. In den ersten zehn Produktionsjahren liefen 6497 Fahrzeuge in zwölf Baumustern vom Band. Auch der Dingo 2 ist auf dem Fahrgestell des Unimog 437.4 aufgebaut. Die Modellbezeichnung orientiert sich beim Unimog 437.4 nicht mehr an der Motorleistung in DIN-PS, stattdessen wurden wie beim Unimog 405 Nummern (U 3000, U 4000, U 5000) verwendet, die keine Rückschlüsse mehr auf die Motorleistung zulassen. Bis 3/2010 wurden die Fz. mit dem OM 904/OM 924 und einer Abgasreinigung nach Euro 4 (wahlweise Euro 3), ab 1. Juli 2009 mit einer geänderten Abgasaufbereitung nach Euro 5 ausgeliefert.
Die U 3000/4000/5000-Serie wurde bis April 2013 gebaut und dann im Zuge der verschärften Schadstoffgrenzwerte in Europa mit einer weiteren Modellpflege versehen.
Die Fahrzeuge hatten nun die Bezeichnung U 4023/5023, es wurde der Motor OM 934 LA verbaut und die Schadstoffklasse Euro 6 erreicht. Der Motor wurde weiter nach hinten gesetzt, die Abgasaufbereitung verändert und das Fahrerhaus den neuen Platzverhältnissen angepasst. Im Innenraum des Fahrerhauses wurde zudem das Ausstattungsdesign geändert, als auch die Stoßstange, welche nun mit deutlich kleineren Rundscheinwerfern versehen wurde.
Von Ende 2019 bis zum 2. Dezember 2023 hielt ein Unimog 5023 mit 6694 m (erreicht auf dem Nevado Ojos del Salado) den Höhenweltrekord für Fahrzeuge.

## Technik
Das Fahrzeug ist zweiachsig und hat einen nach unten gekröpften Leiterrahmen mit U-förmigen Längsträgern, dessen Querträger geschweißt sind. Die Räder sind vorne und hinten an starren Portalachsen mit Radvorgelege aufgehängt, die an Schubrohren und Querlenkern geführt sind. Sie stützen sich auf Schraubenfedern mit Teleskopstoßdämpfern, zusätzlich dazu sind Stabilisatoren eingebaut. Vom mittig eingebauten Getriebe wird das Drehmoment über in den Schubrohren laufenden Gelenkwellen an die Achsen übertragen, die Differenzialgetriebe können gesperrt werden. Wie beim Unimog üblich wird die Hinterachse fest angetrieben, während der Vorderachsantrieb zuschaltbar ist. Die mögliche Achsverschränkung dieser Konstruktion beträgt laut Daimler bis zu 30°. Serienmäßig ist ein vollsynchronisiertes Getriebe mit acht Vorwärts- und sechs Rückwärtsgängen eingebaut, der Vierzylinderdieselmotor wird in verschiedenen Leistungsstufen angeboten.

## Technische Daten

### Vor Modellpflege / nach Modellpflege
| UNIMOG-Typ/Verkaufsbezeichnung      | U3000/U4000                                  | U5000                                        | U4023                                        | U5023                                        |
| ----------------------------------- | -------------------------------------------- | -------------------------------------------- | -------------------------------------------- | -------------------------------------------- |
| Baumuster (BM)                      | z. B. 437.420/425/426                        | z. B. 437.430/435                            | 437.427                                      | 437.437                                      |
| Interne Bezeichnung 1               | UHN1 kurz/lang                               | UHN2 kurz/lang                               | UHE1 lang                                    | UHE2 lang                                    |
| Radstand (mm)                       | 3250 kurz, 3850 lang                         | 3250 kurz, 3850 lang                         | 3850                                         | 3850                                         |
| Zul. Gesamtgewicht (t)              | 7,5 – 8,5                                    | 12,5 (Feuerwehr 14,1)                        | 7,5 – 9,8                                    | 12,5 – 14,1                                  |
| Motortyp                            | OM 904 LA III/2 /5                           | OM 904 LA III/1                              | OM 934 LA                                    | OM 934 LA                                    |
| Motor-Baumuster                     | 904.953/904.952, 924.916 (EU III)            | 924.916 (EU III)                             | 934.974 (EU VI)                              | 934.974 (EU VI)                              |
| Zylinderzahl und -anordnung         | 4, R                                         | 4, R                                         | 4, R                                         | 4, R                                         |
| Hubraum (cm³)                       | 4249                                         | 4801                                         | 5132                                         | 5132                                         |
| Nennleistung (kW/PS)                | 110/150 130/177                              | 160/218                                      | 170/231                                      | 170/231                                      |
| bei Nenndrehzahl (min−1)            | 2200                                         | 2200                                         | 2200                                         | 2200                                         |
| Max. Drehmoment (N·m)               | 580/675                                      | 810                                          | 900                                          | 900                                          |
| bei Drehzahl (min−1)                | 1400                                         | 1400                                         | 1200–1600                                    | 1200–1600                                    |
| Getriebe                            | UG 100E-8/9,57-0,74 GPA, Baumuster G 718.841 | UG 100E-8/9,57-0,74 GPA, Baumuster G 718.841 | UG 100E-8/9,57-0,74 GPA, Baumuster G 718.841 | UG 100E-8/9,57-0,74 GPA, Baumuster G 718.841 |
| Achsbaumuster Vorderachse           | 737.365/737.366 * (AU7)                      | 737.220/737.221 ** (AU8)                     | 737.367                                      | 737.223                                      |
| Achsbaumuster Hinterachse           | 747.365/747.366 * (HU7)                      | 747.220/747.221 ** (HU8)                     | 747.367                                      | 747.223                                      |
| Achsflanschmaß                      | 2127                                         | 2550                                         | 2183                                         | 2250                                         |
| Lochkreisdurchmesser Radbolzen (mm) | 205                                          | 335                                          | 275                                          | 335                                          |
| Anzahl der Radbolzen                | 6                                            | 10                                           | 8                                            | 10                                           |
| Dimension der Radbolzen             | M18 × 1,5 (M20 × 1,5 *)                      | M22 × 1,5                                    | M20 × 1,5                                    | M22 × 1,5                                    |
| Achsübersetzung                     | 6,53                                         | 6,94                                         | 6,53                                         | 6,94                                         |
| Kegelrad/Tellerrad                  | 22:7                                         | 23:9                                         | 22:7                                         | 23:9                                         |
| Vorgelege                           | 27:13                                        | 38:14                                        | 27:13                                        | 38:14                                        |

* Achsbaumuster ab Fahrgestellnummer 206866
** Achsbaumuster ab Fahrgestellnummer 208672

### Sonstige Kenngrößen
|                                      | U 4023 (2016)                                        | U 5023 (2016)                                        | U 4000 (Baumuster 437.421) (2010)                                      | U 4000 (Baumuster 437.426) (2010)                                      |
| Abmessungen, Gewichte und Füllmengen | Abmessungen, Gewichte und Füllmengen                 | Abmessungen, Gewichte und Füllmengen                 | Abmessungen, Gewichte und Füllmengen                                   | Abmessungen, Gewichte und Füllmengen                                   |
| ------------------------------------ | ---------------------------------------------------- | ---------------------------------------------------- | ---------------------------------------------------------------------- | ---------------------------------------------------------------------- |
| Länge                                | 5950 mm                                              | 5950 mm                                              | 5350 mm                                                                | 5950 mm                                                                |
| Breite                               | Abhängig vom Aufbau                                  | Abhängig vom Aufbau                                  | 2490 mm                                                                | 2490 mm                                                                |
| Höhe                                 | Abhängig vom Aufbau                                  | Abhängig vom Aufbau                                  | 2600 mm                                                                | 2600 mm                                                                |
| Böschungswinkel                      | 44°                                                  | 44°                                                  | 41°                                                                    | 41°                                                                    |
| Wendekreisdurchmesser                | 16,2 m                                               | 16,2 m                                               | 14,3 m                                                                 | 16,2 m                                                                 |
| Wattiefe                             | 800 mm (Serienausführung) 1200 mm (Sonderausführung) | 800 mm (Serienausführung) 1200 mm (Sonderausführung) | 800 mm (Serienausführung) 1200 mm (Sonderausführung)                   | 800 mm (Serienausführung) 1200 mm (Sonderausführung)                   |
| Maximale Vorderachsbelastung         | 4600 kg                                              | 6400 kg                                              | 4000–4500 kg                                                           | 4000–4500 kg                                                           |
| Maximale Hinterachsbelastung         | 6000 kg                                              | 8800 kg                                              | 4400–5800 kg                                                           | 4400–5800 kg                                                           |
| Tankinhalt                           | 160 l (Serienausführung) 235 l (Sonderausführung)    | 160 l (Serienausführung) 235 l (Sonderausführung)    | 145 l (Serienausführung) 160 l (Doppelkabine) 180 l (Sonderausführung) | 145 l (Serienausführung) 160 l (Doppelkabine) 180 l (Sonderausführung) |
| Reifendimensionen                    | 335/80 R20 oder 405/70 R24                           | 335/80 R20 oder 405/70 R24                           | 335/80 R20 oder 425/75 R20                                             | 335/80 R20 oder 425/75 R20                                             |
| Kraftübertragung                     |                                                      |                                                      |                                                                        |                                                                        |
| Kupplung                             | SAE 2 (⌀ 395 mm)                                     | SAE 2 (⌀ 395 mm)                                     | SAE 2 (⌀ 395 mm)                                                       | SAE 2 (⌀ 395 mm)                                                       |
| Drehmomentübertragung auf            | Hinterräder, Vorderradantrieb zuschaltbar            | Hinterräder, Vorderradantrieb zuschaltbar            | Hinterräder, Vorderradantrieb zuschaltbar                              | Hinterräder, Vorderradantrieb zuschaltbar                              |
| Bremsen                              | Scheibenbremsen rundum                               | Scheibenbremsen rundum                               | Scheibenbremsen rundum                                                 | Scheibenbremsen rundum                                                 |
| Lenkung                              | ZF 8095                                              | ZF 8095                                              | ZF 8095                                                                | ZF 8095                                                                |
| Höchstgeschwindigkeit                | 89 km/h (elektronisch abgeregelt)                    | 89 km/h (elektronisch abgeregelt)                    | 90 km/h                                                                | 90 km/h                                                                |
| Elektrische Anlage                   |                                                      |                                                      |                                                                        |                                                                        |
| Bordspannung                         | 24 V                                                 | 24 V                                                 | 24 V                                                                   | 24 V                                                                   |
| Akkuladungsträgerkapazität           | 100 Ah (Serienausführung) 170 Ah (Sonderausführung)  | 100 Ah (Serienausführung) 170 Ah (Sonderausführung)  | 100 Ah (Serienausführung) 125 Ah (Sonderausführung)                    | 100 Ah (Serienausführung) 125 Ah (Sonderausführung)                    |

## Baumusterübersicht
Es gibt zwar 14 verschiedene Baumuster, laut Daimler wurden jedoch nur 12 davon gebaut.
| Baumuster | Verkaufsbezeichnung   | Ausführung                      | Radstand (mm) | Motorisierung (kW) | Stückzahlen      |
| --------- | --------------------- | ------------------------------- | ------------- | ------------------ | ---------------- |
| 437.420   | U 3000 / U 4000 (EU3) | geschlossenes Fahrerhaus        | 3250          | 110/130/160        | 544              |
| 437.421   | U 4000                | geschlossenes Fahrerhaus        | 3250          | 110/115/130/160    | 299              |
| 437.425   | U 3000 / U 4000 (EU3) | geschlossenes Fahrerhaus        | 3850          | 110/130/160        | 1378             |
| 437.426   | U 4000                | geschlossenes Fahrerhaus        | 3850          | 110/115/130/160    | 532              |
| 437.427   | U 4000                | geschlossenes Fahrerhaus        | 3850          | 170                | wurde nie gebaut |
| 437.430   | U 5000 (EU3)          | geschlossenes Fahrerhaus        | 3250          | 160                | 217              |
| 437.431   | U 5000                | geschlossenes Fahrerhaus        | 3250          | 160                | 138              |
| 437.435   | U 5000 (EU3)          | geschlossenes Fahrerhaus        | 3850          | 160                | 1160             |
| 437.436   | U 5000                | geschlossenes Fahrerhaus        | 3850          | 160                | 1730             |
| 437.437   | U 5023                | geschlossenes Fahrerhaus        | 3850          | 170                | 22               |
| 437.460   | –                     | Fahrgestell ohne Aufbau         | 3250          | 160                |                  |
| 437.465   | –                     | Fahrgestell ohne Aufbau         | 3850          | 160                | 1072             |
| 437.467   | –                     | Fahrgestell ohne Aufbau, 14,5 t | 3850          | 225/240            |                  |
| 437.470   | –                     | Fahrgestell ohne Aufbau         | 3250          | 170                |                  |